# دانيال بينيت
دانيال بينيت (بالإنجليزية: Daniel Bennett)‏ هو عازف ساكسفون أمريكي، ولد في 27 نوفمبر 1979.

## وصلات خارجية
- الموقع الرسمي